# Jerzy Krasówka
Jerzy Krasówka, né le 17 août 1924 à Gleiwitz (aujourd'hui Gliwice en Pologne) et mort le 11 avril 2001 à Wetzlar en Allemagne, est un footballeur polonais qui occupait le poste d'attaquant de 1942 à 1956.

## Palmarès
Néant